# Linea rapida Chūō
La Linea Rapida Chūō (中央線快速?, Chūō-sen Kaisoku) è un servizio ferroviario che percorre parte della linea scartamento ridotto Principale Chūō gestita dalla East Japan Railway Company, che svolge servizi per i pendolari che partono e arrivano alla Stazione di Tokyo. I treni generalmente hanno come capolinea le stazioni di Takao o di Ōtsuki.

## Servizi
Sebbene la definizione di Linea Rapida Chūō si riferisca ai treni percorrenti la tratta fra Tokyo e Takao, molti treni continuano fino a Ōtsuki. Questo include anche i servizi espressi limitati e diversi servizi rapidi speciali. Per ulteriori dettagli, vedi l'articolo sulla linea principale Chūō. Inoltre i treni rapidi di questo servizio non fermano ad alcune stazioni fra Ochanomizu e Nakano. Per ulteriori informazioni, vedi la voce Linea Chūō-Sōbu.
La linea rapida Chūō usa due binari espressi nella sezione quadruplicata fra Ochanomizu e Mitaka. Oltre Mitaka, i treni usano entrambi i binari nella rimanente sezione a doppio binario. Dato che i binari espressi all'interno di Tokyo non dispongono di marciapiedi in corrispondenza delle stazioni, anche i servizi più lenti della linea rapida Chūō le saltano e per questo il servizio viene chiamato "Rapid" (快速?). Oltre alla tipologia base del "Rapido" esistono anche servizi con meno fermate.
Rapido 快速 (Kaisoku?)
Si tratta del servizio più comune sulla linea Rapida Chūō; si fermano in tutte le stazioni ad ovest di Nakano ad eccezione dei weekend e dei giorni festivi, dove saltano anche Asagaya, Kōenji e Nihi Okigubo. Il colore dei treni e del diagramma di questo servizio è l'arancione (■).
Rapido Speciale Chūō · Rapido Speciale Ōme 中央特快 (Chūō Tokkai?) · 青梅特快 (Ōme Tokkai?)
Quattro treni all'ora fuori dalla fascia dei pendolari compiono fermate limitate fra Tokyo e Tachikawa e fermano a tutte le stazioni a ovest di quest'ultima. Il Rapido Speciale Chūō prosegue sulla linea principale Chūō fino a Takao, mentre il Rapido Speciale Ōme continua sulla Linea Ōme. Il colore che identifica questi servizi è il blu (■) per il Rapido Speciale Chūō, e il verde (■) per il Rapido Speciale Ōme.
Rapido Pendolari 通勤快速 (Tsūkin Kaisoku?)
Servizio operato ogni sera dei giorni feriali. Il colore che identifica il servizio è il viola (■). I treni fermano a Ogikubo e Kichijōji oltre alle fermate del Rapido Speciale Chūō.
Rapido Speciale Pendolari 通勤特快 (Tsūkin Tokkai?)
Solo in direzione Tokyo, servizio attivo la mattina dei giorni feriali. Due treni da Ōtsuki, due da Ōme e uno da Takao. Il colore del servizio è il rosa (■).

### Chūō/Ōme Liner
Il Chūō Liner e l'Ōme Liner sono servizi disponibili solo durante l'ora di punta. C'è un Chūō Liner da Takao a Tokyo la mattina e sei la sera da Tokyo a Takao. L'Ōme Liner viene esercitato con un treno la mattina da Ōme e due la sera da Tokyo. A differenza di altri servizi rapidi, i Chūō/Ōme Liner richiedono l'acquisto di un biglietto apposito oltre alla tariffa base, e tutti i posti sono non prenotabili (in ogni caso i biglietti vengono venduti fino a disponibilità posti). I servizi Liner sono eseguiti con materiale Serie E257 da 11 carrozze e dalla Serie E351 a 12 carrozze.
Fermate del Chūō Liner: Tokyo - Shinjuku - Hachiōji - (Takao)
Fermate dell'Ōme Liner: Tokyo - Shinjuku - Tachikawa - Haijima - Kabe - Ōme

## Percorso

### Tokyo – Takao
- Durante i giorni festivi i treni non si fermano nelle stazioni di Asagaya, Kōenji e Nishi Ogikubo.

| Stazioni        | Giapponese | Distanza (km) | Chūō Liner /Ōme Liner | Rapido | Rapido Speciale | Ōme Rapido Speciale    | Rapido Pendolari | Rapido Speciale Pendolari | Collegamenti | Luogo     | Luogo |
| --------------- | ---------- | ------------- | --------------------- | ------ | --------------- | ---------------------- | ---------------- | ------------------------- | --- | --------- | ----- |
|                 |            |               |                       |        |                 |                        |                  |                           | |           |       |
| Tokyo           | 東京       | 0.0           | ●                     | ●      | ●               | ●                      | ●                | ●                         | ■ Linea Keihin-Tōhoku ■ Linea Keiyō ■ Linea Sōbu Rapida ■ Linea Tōkaidō ■ Linea Yamanote ■ Linea Yokosuka ■ Tōhoku Shinkansen ■ Yamagata Shinkansen ■ Akita Shinkansen ■ Jōetsu Shinkansen ■ Hokuriku Shinkansen ■ Tōkaidō Shinkansen Linea Marunouchi | Chiyoda   | Tokyo |
| Kanda           | 神田       | 1.3           | ∥                     | ●      | ●               | ●                      | ●                | ●                         | ■ Linea Chūō-Sōbu ■ Linea Keihin-Tōhoku ■ Linea Yamanote Linea Ginza | Chiyoda   | Tokyo |
| Ochanomizu      | 御茶ノ水   | 2.6           | ∥                     | ●      | ●               | ●                      | ●                | ●                         | ■ Linea Chūō-Sōbu Linea Marunouchi | Chiyoda   | Tokyo |
| Yotsuya         | 四ッ谷     | 6.6           | ∥                     | ●      | ●               | ●                      | ●                | ●                         | ■ Linea Chūō-Sōbu Linea Marunouchi Linea Namboku | Shinjuku  | Tokyo |
| Shinjuku        | 新宿       | 10.3          | ●                     | ●      | ●               | ●                      | ●                | ●                         | ■ Linea Saikyō ■ Linea Shōnan-Shinjuku ■ Linea Yamanote ■ Linea Chūō ■ Linea Chūō-Sōbu ● Linea Keiō ● Linea Odakyū Odawara Linea Shinjuku Linea Ōedo Linea Marunouchi                                                                                  | Shinjuku  | Tokyo |
| Nakano          | 中野       | 16.1          | ∥                     | ●      | ▲               | ●                      | ●                | ∥                         | Linea Tōzai | Nakano    | Tokyo |
| Kōenji          | 高円寺     | 16.1          | ∥                     | ◆      | ∥               | ∥                      | ●                | ∥                         | | Suginami  | Tokyo |
| Asagaya         | 阿佐ヶ谷   | 17.3          | ∥                     | ◆      | ∥               | ∥                      | ∥                | ∥                         | | Suginami  | Tokyo |
| Ogikubo         | 荻窪       | 18.7          | ∥                     | ●      | ∥               | ∥                      | ●                | ∥                         | Linea Marunouchi | Suginami  | Tokyo |
| Nishi-Ogikubo   | 西荻窪     | 20.6          | ∥                     | ◆      | ∥               | ∥                      | ∥                | ∥                         | | Suginami  | Tokyo |
| Kichijōji       | 吉祥寺     | 22.5          | ∥                     | ●      | ∥               | ∥                      | ∥                | ∥                         | Linea Keiō Inokashira | Musashino | Tokyo |
| Mitaka          | 三鷹       | 24.1          | ∥                     | ●      | ●               | ●                      | ∥                | ∥                         | | Mitaka    | Tokyo |
| Musashi-Sakai   | 武蔵境     | 25.7          | ∥                     | ●      | ∥               | ∥                      | ∥                | ∥                         | Linea Seibu Tamagawa | Musashino | Tokyo |
| Higashi-Koganei | 東小金井   | 27.4          | ∥                     | ●      | ∥               | ∥                      | ∥                | ∥                         | | Koganei   | Tokyo |
| Musashi-Koganei | 武蔵小金井 | 29.1          | ∥                     | ●      | ∥               | ∥                      | ∥                | ∥                         | | Koganei   | Tokyo |
| Kokubunji       | 国分寺     | 31.4          | ∥                     | ●      | ●               | ●                      | ●                | ●                         | Linea Seibu Kokubunji Linea Seibu Tamako | Kokubunji | Tokyo |
| Nishi-Kokubunji | 西国分寺   | 32.8          | ∥                     | ●      | ∥               | ∥                      | ∥                | ∥                         | Linea Musashino | Kokubunji | Tokyo |
| Kunitachi       | 国立       | 34.5          | ∥                     | ●      | ∥               | ∥                      | ∥                | ∥                         | | Kunitachi | Tokyo |
| Tachikawa       | 立川       | 37.5          | ●                     | ●      | ●               | ● Attraverso Linea Ōme | ●                | ●                         | ■ Linea Ōme ■ Linea Nambu Monorotaia Tama Toshi | Tachikawa | Tokyo |
| Hino            | 日野       | 40.8          | ∥                     | ●      | ●               |                        | ∥                | ∥                         | | Hino      | Tokyo |
| Toyoda          | 豊田       | 43.1          | ∥                     | ●      | ●               |                        | ●                | ∥                         | | Hino      | Tokyo |
| Hachiōji        | 八王子     | 47.4          | ●                     | ●      | ●               |                        | ●                | ●                         | ■ Linea Yokohama ■ Linea Hachikō ● Linea Keiō | Hachiōji  | Tokyo |
| Nishi-Hachiōji  | 西八王子   | 49.8          | ∥                     | ●      | ●               |                        | ●                | ∥                         | | Hachiōji  | Tokyo |
| Takao           | 高尾       | 53.1          | ●                     | ●      | ●               |                        | ●                | ●                         | ■ Linea principale Chūō Linea Keiō Takao | Hachiōji  | Tokyo |

### Takao – Ōtsuki
| Nome      | Giapponese | Distanza | Collegamenti                       | Luogo      | Luogo     |
| --------- | ---------- | -------- | ---------------------------------- | ---------- | --------- |
| Takao     | 高尾       | 53.1     | Linea Rapida Chūō Linea Keiō Takao | Hachiōji   | Tokyo     |
| Sagamiko  | 相模湖     | 62.6     |                                    | Sagamihara | Kanagawa  |
| Fujino    | 藤野       | 66.3     |                                    | Sagamihara | Kanagawa  |
| Uenohara  | 上野原     | 69.8     |                                    | Uenohara   | Yamanashi |
| Shiotsu   | 塩津       | 74.0     |                                    | Uenohara   | Yamanashi |
| Yanagaya  | 梁川       | 77.6     |                                    | Ōtsuki     | Yamanashi |
| Torisawa  | 鳥沢       | 81.2     |                                    | Ōtsuki     | Yamanashi |
| Saruhashi | 猿橋       | 85.3     |                                    | Ōtsuki     | Yamanashi |
| Ōtsuki    | 大月       | 87.8     | Linea Fujikyūkō                    | Ōtsuki     | Yamanashi |